# Groenvoorhoofdlancetkolibrie
De groenvoorhoofdlancetkolibrie (Doryfera ludovicae) is een vogel uit de familie Trochilidae (kolibries).

## Verspreiding en leefgebied
Deze soort komt voor van Costa Rica tot Venezuela en noordwestelijk Bolivia en telt twee ondersoorten:
- D. l. veraguensis: Costa Rica en westelijk Panama.
- D. l. ludovicae: van oostelijk Panama, Colombia en westelijk Venezuela tot noordwestelijk Bolivia.